# Rhodania occulta
Rhodania occulta är en insektsart som beskrevs av Schmutterer 1952. Rhodania occulta ingår i släktet Rhodania och familjen ullsköldlöss. Inga underarter finns listade i Catalogue of Life.